# Planaeschna
Genre
Planaeschna est un genre de libellules de la famille des Aeshnidae (sous-ordre des Anisoptères, ordre des Odonates).

## Systématique
Le genre Planaeschna a été créé en 1896 par l'entomologiste britannique Robert McLachlan (1837-1904) avec pour espèce type
Planaeschna milnei.

## Liste d'espèces
Selon BioLib (19 août 2021) :
- Planaeschna asahinai Karube, 2011
- Planaeschna bachmaensis Karube, 2002
- Planaeschna caudispina Zhang & Cai, 2013
- Planaeschna celia Wilson & Reels, 2001
- Planaeschna chiengmaiensis Asahina, 1981
- Planaeschna cucphuongensis Karube, 1999
- Planaeschna gressitti Karube, 2002
- Planaeschna guentherpetersi Sasamoto, Do & Vu, 2013
- Planaeschna haui Wilson & Xu, 2008
- Planaeschna intersedens (Martin, 1909)
- Planaeschna ishigakiana Asahina, 1951
- Planaeschna laoshanensis Zhang, Yeh & Tong, 2010
- Planaeschna liui Xu, Chen & Qiu, 2009
- Planaeschna maculifrons Zhang & Cai, 2013
- Planaeschna maolanensis Zhou & Bao, 2002
- Planaeschna milnei (Sélys, 1883) - espèce type
- Planaeschna monticola Zhang & Cai, 2013
- Planaeschna nankunshanensis Zhang, Yeh & Tong, 2010
- Planaeschna nanlingensis Wilson & Xu, 2008
- Planaeschna owadai Karube, 2002
- Planaeschna poumai Joshi & Kunte, 2017
- Planaeschna risi Asahina, 1964
- Planaeschna robusta Zhang & Cai, 2013
- Planaeschna shanxiensis Zhu & Zhang, 2001
- Planaeschna skiaperipola Wilson & Xu, 2008
- Planaeschna suichangensis Zhou & Wei, 1980
- Planaeschna taiwana Asahina, 1951
- Planaeschna tamdaoensis Asahina, 1996
- Planaeschna tomokunii Asahina, 1996
- Planaeschna viridis Karube, 2004

## Publication originale
- (en) Robert M'Lachlan, « On some odonata of the subfamily Æschnina », Annals and Magazine of Natural History, Londres, Taylor & Francis, vol. 17, no 102,‎ juin 1896, p. 409–425 (ISSN 0374-5481, OCLC 1481361, DOI 10.1080/00222939608680393, lire en ligne).